# Tricladium intermedium
Tricladium intermedium är en svampart som beskrevs av R.H. Petersen 1962. Tricladium intermedium ingår i släktet Tricladium och familjen Helotiaceae.   Inga underarter finns listade i Catalogue of Life.